# Redechius
Redechius was volgens de legende, zoals beschreven door Geoffrey van Monmouth, koning van Brittannië. Hij werd voorgegaan door koning Redon en werd opgevolgd door zijn zoon Samuil. Redechius regeerde van 146 v.Chr. - 141 v.Chr.